# Vlees-en-Broodstraat
De Vlees-en-Broodstraat (Frans: rue Chair et Pain) is een kort smal straatje dat uitkomt op de Grote Markt van Brussel.

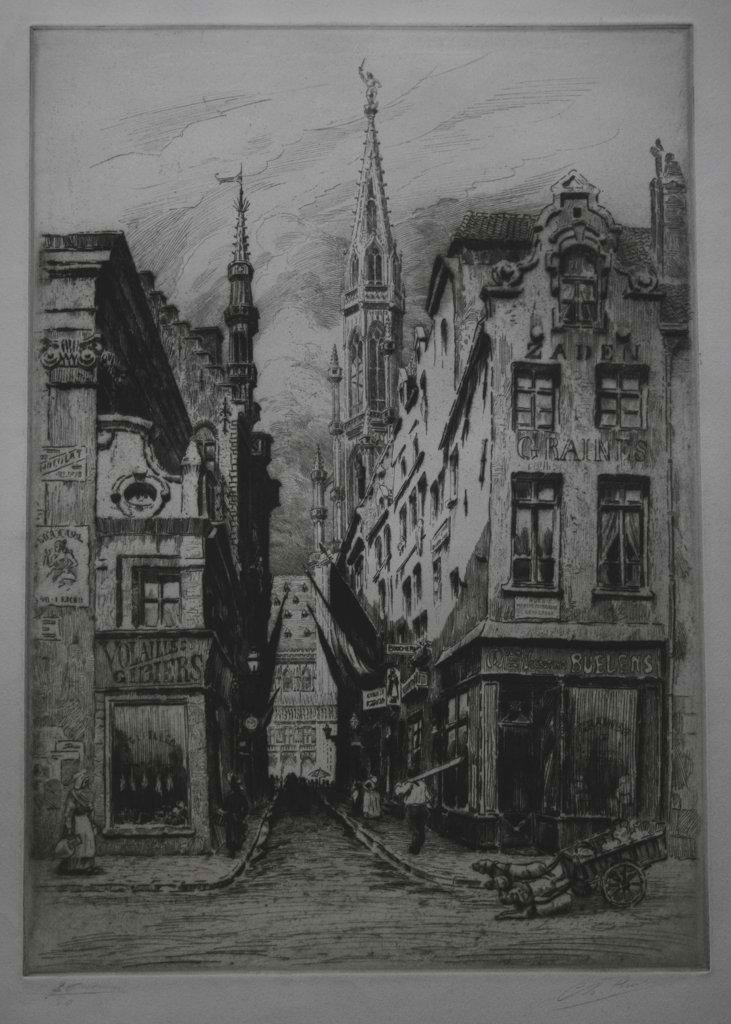
Gravure van Charles Pinet (1910)

## Naam
De straat heeft haar naam gekregen door persoonsverwisseling. Van oudsher kenden de Brusselaars haar als de Peeperstrate (eerste schriftelijk spoor uit 1304). Haaks op deze Peperstraat werd in 1566 een nieuwe doorgang aangelegd tussen het Broodhuis op de Grote Markt en het Vleeshuis op de Grasmarkt (voorheen vormden deze huizen één hertogelijk hallencomplex). De nieuwe straat was de originele Vlees-en-Broodstraat. De naamsverwarring gebeurde eind 18e eeuw toen onder Oostenrijks bewind straatnaamborden geïntroduceerd werden en de stadswerkers de (Franse) bordjes verkeerd hingen. Onder de bevolking, die toch geen Frans las, bleven de oude namen in zwang. Maar de fout is nooit rechtgezet en na meer dan twee eeuwen is de naamsverwisseling ingeburgerd en lang vergeten. Mutatis mutandis geldt dit ook voor de huidige Peperstraat.

## Huizen
Op nr. 11 ligt een huis waar in 1963 drie gewelfde kelders gevonden zijn uit lange 'Spaanse' bakstenen. Tijdens de werken om ze te consolideren vond men twee kanonskogels uit het bombardement van 1695.

## Voetnoten
1. ↑  Bram Vannieuwenhuyze, Brussel, de ontwikkeling van een middeleeuwse stedelijke ruimte , Proefschrift Geschiedenis, Universiteit Gent, 2008, nr. 1.1.461
2. ↑  Bram Vannieuwenhuyze, Brussel, de ontwikkeling van een middeleeuwse stedelijke ruimte , Proefschrift Geschiedenis, Universiteit Gent, 2008, nr. 1.1.672
3. ↑  Jean d'Osta, Dictionnaire historique et anecdotique des rues de Bruxelles, 1986, p. 65